# Vlag van Scherpenheuvel-Zichem
De vlag van Scherpenheuvel-Zichem werd door de gemeenteraad op 30 december 1987 officieel vastgesteld als de gemeentelijke vlag van de Vlaams-Brabantse gemeente Scherpenheuvel-Zichem. Op 13 december 1988 werd hij door het Bestuur van Vlaanderen bevestigd en uiteindelijk gepubliceerd op 8 november 1989 in het officiële Belgisch Staatsblad.
Officieel wordt de vlag beschreven als:
Vijf even hoge banen van zwart, van rood, van zwart, van rood en van zwart.
De vijf strepen symboliseren de vijf voormalige gemeenten die zijn samengevoegd tot Scherpenheuvel-Zichem, terwijl de kleuren van de vlag zijn ontleend aan het wapen van Scherpenheuvel.

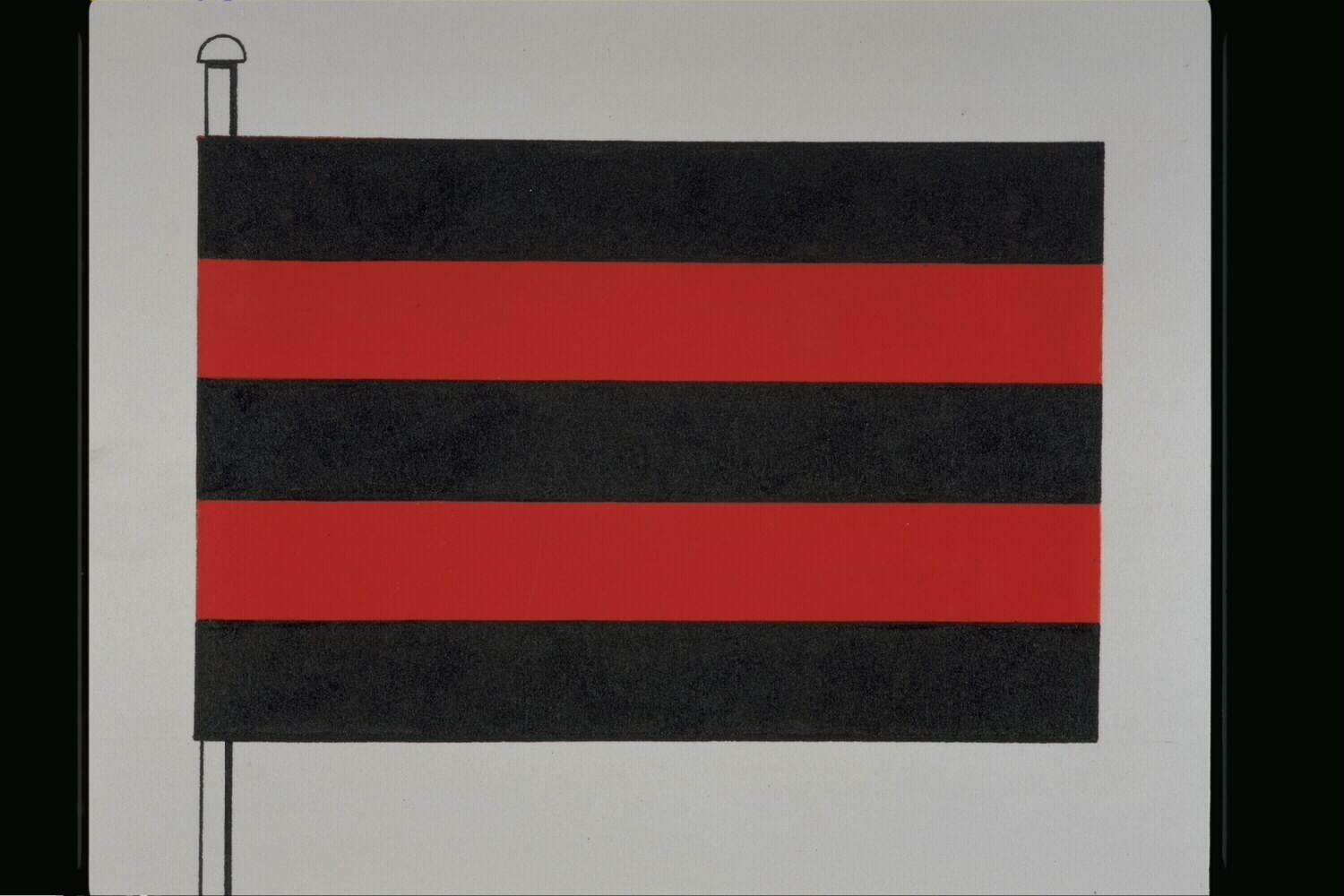
Officiële tekening van de vlag